# 苏沃茨卡亚农村居民点
苏沃茨卡亚农村居民点（俄语：Суводское сельское поселение）是俄罗斯联邦伏尔加格勒州杜博夫卡区所属的一个农村居民点。其下辖有2个居民点，行政中心为苏沃茨卡亚。据2016年统计，该农村居民点的人口为439人。